# Siklósi kistérség
A Siklósi kistérség egy kistérség volt Baranya megyében Siklós központtal. 2013. január 1.-i hatállyal átvette az újjáalakuló Siklósi járás.

## Települései
| Alsószentmárton | Babarcszőlős  | Beremend        | Bisse            | Cún            |
| Csarnóta        | Diósviszló    | Drávacsehi      | Drávacsepely     | Drávapalkonya  |
| Drávapiski      | Drávaszabolcs | Drávaszerdahely | Egyházasharaszti | Garé           |
| Gordisa         | Harkány       | Illocska        | Ipacsfa          | Ivánbattyán    |
| Kásád           | Kémes         | Kisdér          | Kisharsány       | Kisjakabfalva  |
| Kiskassa        | Kislippó      | Kistapolca      | Kistótfalu       | Kovácshida     |
| Lapáncsa        | Magyarbóly    | Márfa           | Márok            | Matty          |
| Nagyharsány     | Nagytótfalu   | Old             | Palkonya         | Pécsdevecser   |
| Peterd          | Rádfalva      | Siklós          | Siklósbodony     | Siklósnagyfalu |
| Szaporca        | Szava         | Tésenfa         | Túrony           | Újpetre        |
| Villány         | Villánykövesd | Vokány          |                  |                |

## Külső hivatkozások
- sikloskisterseg.hu